# Руссель, Фабьен
Фабьен Руссель (фр. Fabien Roussel: род. 16 апреля 1969[…], Бетюн) — французский политик, бывший депутат Национального собрания Франции, Национальный секретарь Коммунистической партии (с 2018).

## Биография
Родился 16 апреля 1969 году в городе Бетюн (департамент Па-де-Кале) в большой семье, многие члены которой были профсоюзными и политическими активистами. Учился в парижском пригороде Шампиньи-сюр-Марн, там же примкнул к движению молодых коммунистов, участвовал в акциях протеста против апартеида в Южной Африке и за освобождение Нельсона Мандела. В это же время был активным участником массовых студенческих манифестаций против университетской реформы, разработанной министром образования Рене Монори и министром-делегатом Аленом Деваке («Закон Деваке»).
Работал журналистом, оператором, в 1997 году был назначен советником по коммуникациям государственного секретаря по вопросам туризма Мишель Демессен. Впоследствии работал в аппаратах депутатов-коммунистов Жана-Жака Канделье и Ален Боке.
Самостоятельная политическая карьера Фабьена Русселя началась в 2016 году, когда он приобрел популярность во время избирательной кампании во выборам в Совет региона О-де-Франс: он призывал местных коммунистов образовать единый избирательный блок, предлагал создать государственный банк для финансирования малого и среднего бизнеса, требовал гуманитарного вмешательства в ситуацию вокруг лагеря беженцев в Кале.
На выборах в Национальное собрание 2017 г. сменил Алена Боке в качестве кандидата коммунистов по 20-му избирательному округу департамента Нор и одержал победу, получив во 2-м туре 63,88 % голосов. Входил в
парламентскую группу Левые демократы и республиканцы и в состав Комиссии по финансам, общей экономике и бюджетному контролю.
В конце 2017 – начале 2018 года он вместе со своей группой выдвигает законопроект о создании списка французских налоговых убежищ; представляя текст, он осуждает с трибуны Национального собрания уклонение от уплаты налогов и утверждает, что «за три клика в Интернете» ему было предложено создать оффшорную фирму. Он также выступает против проекта пенсионной реформы, представленного правительством в 2020 году, утверждая, что он приведет к снижению пенсий и увеличению возраста выхода на пенсию.
Фабьен Руссель ежемесячно выплачивает своей партии 2000 евро из своей зарплаты в качестве депутата. По этому поводу он указывает, что «у нас [в ФКП] есть правило : когда мы избираемся, мы зарабатываем не больше, чем раньше. Таким образом, у нас нет желания цепляться за свою должность за те деньги, которые она нам приносит».
25 ноября 2018 года на съезде Компартии в Иври-сюр-Сен большинством в 77,6 % избран новым национальным секретарём ФКП.
В 2021 году Фабьен Руссель вновь собирался возглавить список коммунистов на выборах в Совет региона О-де-Франс, но был вынужден отказаться от этого после формирования единого левого списка во главе с Каримой Делли. Участвовать в региональных выборах в составе этого списка он не захотел.
13 марта 2021 года Фабьен Руссель официально объявил он намерении участвовать в президентских выборах 2022 года в качестве кандидата от ФКП под лозунгом «За мир и наше будущее». Среди пунктов программы были дипломатическое урегулирование войны на Украине, договор коллективной безопасности между странами Европы, борьба за разоружение и всемирный отказ от ядерного оружия. В первом туре он набрал 2,28 % поданных голосов, что является вторым самым низким показателем в истории его партии.
На выборах в Национальное собрание в 2022 году вновь баллотировался по 20-му избирательному округу департамента Нор и был переизбран во втором туре, получив 54,5 % голосов.
В Парламентских выборах 2024 года, назначенных после роспуска президентом Эмманюэлем Макроном Национального собрания 9 июня 2024 года, Фабьен Руссель вновь баллотировался в депутаты, по уступил в первом туре кандидату партии Национальное объединение Гийому Флоркену. 30 января 2025 года сменил Алена Боке на посту мэра города Сент-Аман-лез-О.

## Занимаемые выборные должности
24.03.2014 — 29.01.2025 — член муниципального совета города Сент-Аман-лез-О 

21.06.2017 — 09.06.2024 — депутат Национального собрания Франции от 20-го избирательного округа департамента Нор.
с 30.01.2025 — мэр города Сент-Аман-лез-О 